# Hydrovatus verisae
Hydrovatus verisae is een keversoort uit de familie waterroofkevers (Dytiscidae). De wetenschappelijke naam van de soort is voor het eerst geldig gepubliceerd in 1987 door Bilardo & Rocchi.